# Lethrus ares
Lethrus ares es una especie de coleóptero de la familia Geotrupidae.

## Distribución geográfica
Habita en el sureste de Europa.